# Aserbaidschanisch-israelische Beziehungen
Die Beziehungen zwischen der Republik Aserbaidschan und dem Staat Israel gelten als gut. Jene zwei Länder haben seit 1992 eine intensive Zusammenarbeit entwickelt. Diese Zusammenarbeit ist – so wird der aserbaidschanische Präsident İlham Əliyev im Jahr 2009 zitiert – wie ein Eisberg, nämlich sind neun Zehntel davon unter der Oberfläche. Die guten Beziehungen zu Israel geben der aserbaidschanischen Staatsführung die Möglichkeit, seine Orientierung in Richtung Westen zu demonstrieren.

## Entwicklung
Kurz nachdem Aserbaidschan am 23. September 1989 seine Unabhängigkeit von der Sowjetunion erklärte, nahm es diplomatische Beziehungen zu Israel auf. Die Beziehungen in den Bereichen Handel und Energie sind für beide Seiten von großer Relevanz. Israel baut seit 1994 die Telekommunikation in Aserbaidschan auf und ist in weiteren technologischen Sektoren massiv in diesem Land präsent. Aserbaidschan sorgt seinerseits für Israels Energiesektor. Die bilateralen Beziehungen zwischen Aserbaidschan und Israel gelten in politischen, wirtschaftlichen und sicherheitspolitischen Bereichen als weitgehend positiv. Das gegenseitige Interesse gründet sich unter anderem auf strategischen Überlegungen: Israel strebt danach, den Einfluss des schiitischen Iran in der Region einzudämmen und einer möglichen Ausbreitung islamistischer Gruppierungen aus dem Nordkaukasus, insbesondere aus Dagestan, entgegenzuwirken. Darüber hinaus sieht sich Israel durch die militärische Präsenz Russlands und Irans im Nahen Osten sicherheitspolitisch herausgefordert. Diese Faktoren fördern eine sicherheitsorientierte Kooperation zwischen Israel und Aserbaidschan.
Die gegenseitigen Exporte betrugen im Jahre 1997 zwei Millionen US-Dollar. Im Jahre 2004 ist das Volumen auf 323 Millionen US-Dollar angestiegen.
Israel ist zweitgrößter Abnehmer von aserbaidschanischem Erdöl, das über die Baku-Tiflis-Ceyhan-Pipeline exportiert wird; im Jahre 2011 lieferte Aserbaidschan 2,5 Millionen Tonnen,  rund 40 Prozent des israelischem Erdölbedarfs. Für Israel ist Aserbaidschan nach Russland zweitwichtigster Lieferant von Erdöl und wichtigster Handelspartner aus der muslimischen Welt.
Aserbaidschan importiert auch Abnehmer von israelischen Rüstungsgütern, im Jahre 2012 unterschrieben die beiden Staaten einen Vertrag über die Lieferung von Militärgütern im Wert von 1,6 Milliarden US-Dollar. Dieser beinhaltete den Kauf von Drohnen und Raketenabwehrsystemen.
Die aserbaidschanisch-israelische Zusammenarbeit belastet die Beziehungen Aserbaidschans zu seinem Nachbarn Iran. Iranische Behörden behaupteten wiederholt, dass Agenten des Mossad über Aserbaidschan in den Iran gekommen sind und dass Aserbaidschan der israelischen Luftwaffe seine Flugplätze für Angriffe auf Einrichtungen des iranischen Atomprogrammes angeboten hätte. Dies, obwohl Aserbaidschan ein Gesetz erlassen hat, das die Stationierung ausländischer Truppen auf seinem Territorium verbietet. Auch soll der Mossad in Aserbaidschan eine Dienststelle besitzen von der der Iran abgehört werden soll.
Am 14. November 2018 wurde George Deek zum neuen israelischen Botschafter in Aserbaidschan ernannt. Damit ist er der erste christliche Araber, der den Staat Israel als Botschafter vertritt.
Seit 2016 nutzt Aserbaidschan UAV-Drohnen der israelischen Firmen IAI und Aeronautics sowie MALE der israelischen Firma Elbit. Die Orbiter 1K-Drohne von Aeronautics produziert Aserbaidschan in Lizenz unter dem Namen Zarba selbst. Die Drohnen wurden auch im Krieg um Bergkarabach 2020 eingesetzt, Armenien berief nach erfolglosen Protesten seinen Botschafter aus Israel ab.